# Joe can't reel
1. REDIRECCIÓN Usuario:Jmlfoto/Taller/Joe can't reel